# أمهره
الأمهره هم مجموعة عرقية تعيش في وسط مرتفعات إثيوبيا. تعدادهم حوالي 23 مليون نسمة. يتكلمون اللغة الأمهرية لغة الحبشة الرسمية. يمكن مشاهدتهم أيضًا ضمن جالية الإثيوبيين المغتربين، ولا سيما في أمريكا الشمالية. يتكلمون الأمهرية، وهي لغة أفريقية آسيوية من فرع اللغات السامية والتي تعد أحد اللغات الخمسة الرسمية في إثيوبيا. اعتبارًا من عام 2018، بلغ عدد الناطقين باللغة الأمهرية أكثر من 32 مليون شخصًا و25 مليون شخصًا يتحدثونها كلغة ثانية.
صنف العديد من العلماء الأمهريين والجراجي والتغراي وشعب تغرينيا على أنهم أحباش.

## الأصول
تعود أقدم بقايا الأمهرين بصفتهم شعبًا إلى أوائل القرن الثاني عشر في منتصف عهد أسرة زاغوي، عندما ورد ذكر شعب الأمهرة في صراع في «أرض وارجيه» ضد الوارجيين في عام 1128 م.
يتتبع مصدر غير معاصر من السيرة التقديسية يعود للقرن الثالث عشر والرابع عشر للقديس تكلا هايمانوت، يتتبع منطقة بيت أمهرة حتى منتصف القرن التاسع الميلادي.

### التكوين الإثني
ثمة إجماع عام على أن نشأة شعب أمهرة كانت من مجموعة (مجموعات) تحدثت شكل (أشكال) قديم من اللغة الأغاوية، أو الأغاوية البدائية والتي تحورت للغة سامية تدريجيًا من خلال التفاعل مع مختلف الشعوب الناطقة بالسامية. ومع ذلك، وبدرجات متفاوتة، تأثرت أيضًا مورفولوجيا اللغات الأغاوية الحديثة باللغة الأمهرية، والفرق بين تنوع ألسنة الأغاو أكبر من تنوع اللغات الرومانسية، وعلى العكس فإن التمايز بين متحدثي الأمهرية لا يكاد يذكر.
وفقًا لدونالد ليفين، انفصل الأمهريون لغويًا عن شعب الأغاو عندما طوروا لسانهم السامي الأمهري خلال الألفية الأولى بعد الميلاد. افترض إدوارد أوليندورف أن ذلك حدث بعد القرن الثامن الميلادي.

### أصل الكلمة
يشتق الاسم الحالي للغة الأمهرية والمتحدثين بها من مقاطعة أمهرة في العصور الوسطى. تموقع الجيب حول بحيرة تانا عند منابع النيل الأزرق، وشمل مساحة أكبر قليلًا من منطقة أمهرة الحالية في إثيوبيا.
إن اشتقاق الاسم الإضافي هو موضع نقاش. من الشائع إرجاع أصل الكلمة إلى أماري «أي سارّ، جميل، فاتن» أو ميهاري «فاتن». ثمة اصطلاح آخر معروف يزعم أن الاسم مشتق من الكلمة الجعزية ዐም (آم، أي «ناس») وሐራ (هارا، أي «حر» أو «جندي») على الرغم من رفض دونالد ليفين لهذا التأويل. يتتبع غيتاشو ميكونن هاسن الاسم إلى اسم إثني متعلق بالحِميَريين في اليمن القديم (مملكة حِميَر).

## تاريخ
تاريخيًا، كانت مقاطعة «أمهرة» تقع في مقاطعة وولو الحديثة (بيت أمهرة) في الحقبة الإقطاعية، وكانت المنطقة التي تُعرف الآن باسم أمهرة تتألف من عدة مقاطعات تتمتع بقدر ضئيل أو معدوم من الحكم الذاتي، وشملت هذه المقاطعات قوندر، وقوجم، ووولو، ولاستا، وشيوا، وسيمين، وأنغوت وفاتاغار. الموطن التقليدي للأمهريين هو هضبة المرتفعات الوسطى الإثيوبية. سكنوا هذه المنطقة لأكثر من ألفي عام. عُزلت الإمبراطورية الإثيوبية نسبيًا عن بقية العالم كونها محاطة بجبال شاهقة وشقوق وديان كبيرة.
يمكن تتبع دليل وجود أكسوم المسيحية في منطقة أمهرة عائد إلى القرن الثامن الميلادي على أقل تقدير، عندما أقيم دير إسطفانوس على بحيرة حايك. تشير العديد من المواقع والمعالم الأثرية الأخرى إلى وجود تأثيرات أكسومية مماثلة في المنطقة، كتماثيل أسد غيتا الواقعة على بعد 10 كيلومترات جنوب كومبولشا، ويُعتقد أنها تعود إلى القرن الثالث الميلادي، أو ربما يرجع تاريخها إلى القرن الثالث الميلادي رجوعًا إلى عصور ما قبل الأكسومية.
في عام 1998، عُثر على قطع فخارية حول مقابر في أتاتيا في جنوب وولو، وفي حبرو الواقعة إلى الجنوب الشرقي من حايك، وكذلك إلى الشمال الشرقي من أنشارو (شيقا بيريت). تثبت الزخارف والرموز المنقوشة على الفخار أن حضارة أكسوم قد امتدت إلى منطقة أمهرة الجنوبية الواقعة خلف أنغوت.
دعم نبلاء الأمهرة الأمير الزاغوي لاليبيلا في صراعه على السلطة ضد إخوانه ما دفعه إلى جعل الأمهرية لغة رسمية وكذلك منح نبلاء أمهرة المناصب العليا في مملكته.

### السلالة السليمانية
يوكونو أملاك، أمير من بيت أمهرة ادعى انحدار نسبه من سليمان، وأسس السلالة السليمانية في العام 1270 بعد الميلاد. شُرَّع حكم يوكونو من قبل الكنيسة الإثيوبية بعد أن هزم آخر حكام سلالة زاغو في معركة أنساتا. حكمت السلالة السليمانية الإمبراطورية الإثيوبية لقرون عديدة منذ عام 1270 بعد الميلاد فما بعد حتى خلع هيلا سيلاسي في عام 1974. حكم شعب الأمهرة باستمرار وشكلوا النواة السياسية للإمبراطورية الإثيوبية، وأنشأوا العديد من المواقع والعواصم الملكية في العصور الوسطى كتيغوليت وديبري برهان، وبارارا (تقع على جبل إنتوتو، في أديس أبابا حديثًا)، وقوندر، وماغدالا.
في أوائل القرن الخامس عشر، سعى الأباطرة إلى إجراء اتصالات دبلوماسية مع الممالك الأوروبية لأول مرة منذ عهد أكسوم. نجح وصول رسالة من الملك هنري الرابع ملك إنجلترا إلى إمبراطور الحبشة. في عام 1428، أرسل الإمبراطور يشاق مبعوثين إلى ألفونسو الخامس ملك أراغون، الذي أرسل مبعوثين عائدين فشلا في إكمال رحلة العودة.
بدأت أول علاقة مستمرة مع دولة أوروبية في عام 1508 مع البرتغال في عهد الإمبراطور ليبنا دينقل، الذي كان قد ورث العرش لتوه من والده. ثبتت لاحقًا أهمية هذا التطور، فعندما تعرضت الإمبراطورية لهجمات سلطنة عدل وقائدها أحمد غراني، ساعدت البرتغال الإمبراطور الإثيوبي في الحرب الإثيوبية-الحبشية بإرسال أسلحة و400 رجل ساعدوا ابنه جيلاوديووس في هزيمة أحمد واستعادة حكمه.
ساهم الأمهريون بالعديد من الحكام على مر القرون، بما في ذلك هيلا سيلاسي، الذي كان والده أمهريًا منحدرًا من السلالة السليمانية من طرفي الأب والأم.

## التقسيم الطبقي الاجتماعي
داخل المجتمع الأمهري التقليدي ومجتمع السكان المحليين الآخرين الناطقين باللغة الأفريقية الآسيوية، كانت هناك أربع طبقات أساسية. وفقًا لدونالد ليفين، تالفت هذه الطبقات من عشائر رفيعة المستوى، وعشائر منخفضة المستوى، ومجموعات طوائف (حرفيون)، وعبيد. كان العبيد في أسفل التسلسل الهرمي، وكانوا ينحدرون بشكل أساسي من شعبي شنغيلا وأورومو الوثنيين.
عُرف العبيد أيضًا باسم باريا (وتعني «العبد» باللغة الأمهرية)، إذ أُسِروا خلال غارات العبيد في المناطق النائية جنوب إثيوبيا. كان أسرى الحرب مصدرًا آخرًا للعبيد، لكن انطباع هؤلاء الأسرى ومعاملتهم وواجباتهم كان مختلفًا بشكل ملحوظ. وفقًا لليفين، انتهى انتشار الرق في إثيوبيا الكبرى رسميًا في ثلاثينيات القرن الماضي، لكن العبيد السابقين ونسلهم والعبيد بحكم الأمر الواقع استمروا وجودهم في مواقع مماثلة في التسلسل الهرمي الاجتماعي.
استند نظام الطوائف الأمهرية المنفصل للشعوب المصنفين أعلى مرتبة من العبيد على المفاهيم التالية: (1) الزواج الداخلي، (2) الحالة الهرمية، (3) قيود التعايش، (4) مفاهيم التلوث، (5) الاحتلال التقليدي، (6) العضوية الطبقية الموروثة. يقبل الباحثون أنه كان هناك تقسيم اجتماعي صارم ومبني على الزواج الداخلي ومغلق مهنيًا بين الأمهريين وغيرهم من المجموعات الإثنية الإثيوبية الناطقة باللغة الأفريقية الآسيوية. يصفه البعض بأنه نظام طبقي مغلق اقتصاديًا مع أقليات مهنية، بينما يؤكد آخرون كديفيد تود أنه يمكن تصنيف هذا النظام بصورة قاطعة على أنه قائم على الطوائف.

## ديانتهم
يتبع معظم الأمهريون الديانة المسيحية الأرثوذكسية التي تؤمن بالطبيعة الواحدة. تحولوا إلى المسيحية في القرن الرابع الميلادي وبقيت معتقداتهم دون تغيير منذ ذاك الحين. ويستعملون «اللغة الجعزية» في طقوسهم وهي لغة قديمة لم تعد تستخدم الا في الكنيسة.
والكنيسة الأمهرية هي مختلفة عن المسيحية المعهودة إذ انها تمزج بين تعاليم التوراة، الإنجيل والمعتقدات الوثنية الشعبية. يمكن اعتبارها انها خليط من أربع معتقدات
1. الديانة المسيحية الأرثوذكسية التي تؤمن بالطبيعة الواحدة والتي تعترف بالله تعالى، الشيطان، القديسين والملائكة.
2. «الزار» و«الأدبار» وهم أرواح مسؤولين عن الحماية والقصاص.
3. «البودا» وهم بشر يملكون قدرة الإصابة بالشر.
4. «الغول» و«العفاريت» والذين يؤذون الاشخاص الذين يعترضونهم.

## أعيادهم الرئيسية
لكل امهري قديس يحميه، لذا يقوم الافراد بالاحتفال بعيد شفيعه مع المعارف بشكل خاص.
وهناك اعياد عامة يحتفل بها كل الشعب مثل يوم القديسة مريم، وأعياد الملاكيين ميخائيل وغبريال والقديس جرجس. ويشمل الاحتفال تقديم الطعام معتمدين على الذبائح. كما هناك أكثر من 200 يوم في السنة مستحب فيهم الصوم.
ومن الاعياد الوطنية يوم معركة ادوا بذكرى الانتصار على الإيطاليين و«يوم الحرية» بذكرى انتهاء الحكم الشيوعي.